# Historias de taberna galáctica
Historias de taberna galáctica es una serie limitada de historieta de ciencia ficción, creada desde 1979 hasta 1981 por el autor español Josep María Beà, para la revista "1984". Comprende los relatos narrados por diversos alienígenas en una estación espacial.

## Contexto e inspiración
Historias de taberna galáctica parte de la película de George Lucas La guerra de las galaxias. Además, y como explica el propio autor: 

Taberna es el resultado de un estado de la mente alterado artificialmente, donde mi interés reside más en la obtención de un imaginario surreal (representaciones conscientes de un desplazamiento con respecto al sentido inconsciente) que una argumentación de base lógica (aunque finalmente, procuro que todos los capítulos estén sujetos a la tradicional fórmula del planteamiento, nudo y desenlace. No puedo permitirme la frivolidad de que el lector, por mi deseo de jugar con la psique, caiga en un marasmo de relatos ininteligibles).

 En la práctica, el autor recurrió al entrenamiento autógeno desarrollado por el neurólogo berlinés Johannes Heinrich Schultz, recluyéndose en un tanque de aislamiento sensorial sito en Limoges. Dentro de él, dejaba que acudieran a su mente las imágenes que al día siguiente incorporaba al guion.

## Trayectoria editorial
El primer capítulo de Historias de taberna galáctica se publicó en el número 11 de "1984", prologándose hasta el número 28, ya en 1981.
Beà cerró La taberna, «justo en el momento que más interés despertaba entre los lectores de 1984», lo que le dio mucho disgusto a Toutain. Hubo varios motivos, como la visión quince días antes de la película Eraserhead de David Lynch, que había hecho mucha impresión a Beà, y lo impulsaría a desarrollar su siguiente obra: En un lugar de la mente.
Posteriormente, Historias de taberna galáctica fue objeto de recopilaciones en álbumes monográficos:
- Historias de Taberna Galáctica. Toutain Editor, 1981
- Historias de Taberna Galáctica. Glénat, 2002

## Argumento
Las historias, narradas siempre en flash-back, suelen ser reprobadas por sus oyentes, mayormente a causa de su progresiva ininteligibidad.
Para su autor, "Los tratamientos son muy lineales, planteamiento, nudo y desenlace, pero sí que hay sublecturas, hay varias pieles antes de llegar a lo que quiero y hay lectores que me escribían y sacaban cosas que yo no había pensado".

## Estilo
Según la investigadora Francisca Lladó, Historias de la taberna galáctica destaca por su distorsión del espacio óptico, gracias a las fuertes gradaciones de luz y la alternancia de planos medios con picados y contrapicados.

## Valoración crítica
Para el crítico Javier Coma, "se adentra, con ironía y poesía muy rigurosas, en el cerebral universo de una sofisticada reflexión sobre nuestro mundo".

## Legado e influencia
El éxito de la obra fue importante para la trayectoria posterior de su autor, ya que le permitió comprobar que había un público objetivo para sus historias.

## Adaptaciones a otros medios
Ivan Reitman, director de la revista de historietas  Heavy Metal, intentaría que uno de los episodios apareciese en la película  Heavy Metal, pero Beà, aconsejado por Toutain, no aceptaría la oferta.
En los años 90, se proyectó también una serie de televisión en régimen de coproducción internacional, que no llegaría a buen puerto por el abandono de la misma por Televisión Española.